# 犬コクシジウム症
犬コクシジウム症（coccidiosis）は、原虫であるコクシジウム（球虫、coccidia）が腸管に寄生することによって発症する犬、および猫の感染症である。
主に幼犬に、下痢、脱水症状、嘔吐、食欲不振などの目立った症状が現れる。

## 病原体
犬ではシストイソスポーラ(Cystoisospora spp.)が比較的よくみられるコクシジウムである。品種特異性があり、犬に感染するのはCystoisospora canis、Cystoisospora ohioensisである。

## 原因
幼犬へは、ほとんどの場合、母犬の糞便を介して感染する。あるいは、胞子形成オーシストや、マウスなど待機宿主を摂取することによる。
成犬は寄生虫の接合子嚢オーシストを糞便中に排出していても免疫力がついているため、無症状であることが多い。その一方で、免疫機構が未発達な6か月未満の幼犬に感染しやすく、ストレス（新しい飼い主、運搬、季節変化、栄養不良、その他の感染症など）が引き金となって、寄生虫が増殖し発症すると考えられている。

## 症状
一般的にいずれの種も固有宿主では病原性が低く、軽い下痢を引き起こす程度である。
約13日間の潜伏期間を経て、発症する。最も顕著な症状は、持続的な水っぽい、粘液まじりの下痢である。重症な場合には、血便、嘔吐、食欲不振、脱水症状が伴い、衰弱することもある。

## 治療
1週間から3週間のサルファ系抗生物質の投与でコクシジウム症は、治癒可能である。薬が原虫を死滅するのではなく、増殖を止め、その間に犬の免疫力がつき撲滅するものである。

## 予防
犬が妊娠し、出産を予定している場合には、子犬への感染を防ぐ目的で検便すると良い。感染が確認された場合には、隔離して駆虫する。また糞便が、餌と水に混入しないような清潔な飼育環境を徹底すべきである。
コクシジウムは、ほとんどの消毒剤で死滅しない。糞便の焼却、蒸気清浄、煮沸消毒、10%アンモニアを用いることが最も有効な方法である。
犬猫に寄生するコクシジウムは、人間へ感染することはない。